# 瓦努阿岛
瓦努阿岛（發音：[βaˈnua ˈleβu]，意为“大土地”），斐济第二大岛，位于主岛维提岛以北约64公里处，面积5,587.1平方公里，人口约13万人。岛上主要城市为兰巴萨和萨武萨武。
该岛1643年被荷兰航海家阿贝尔·塔斯曼发现。1860年代该岛上建立了许多种植园，椰子成为主要出产。
16°35′S 179°11′E / 16.583°S 179.183°E